# Cristina Gallego
Cristina Gallego (Bogotà, 1978) és una directora i productora de cinema i televisió colombiana. És coneguda per ser productora de pel·lícules com El abrazo de la serpiente (2015) i Los viajes del viento (2009), ambdues dirigides pel seu exespós Ciro Guerra, amb qui va compartir crèdit de directora a Pájaros de verano, i va fundar la companyia productora Ciudad Lunar Producciones el 1998.

## Vida privada
Cristina va néixer a Bogotà el 1978 en una família de classe treballadora. Els seus pares són d'origen pagès que van emigrar a la ciutat a la recerca d'oportunitats per a estudiar i on van construir una família en el qual ella és la menor de deu germans. Mentre estudiava el tercer semestre de la carrera de Cinema i Televisió en la Universitat Nacional de Colòmbia va conèixer a Ciro Guerra qui es convertiria en el seu espòs i amb qui tindria als seus fills: Emiliano i Jerónimo.

## Educació i carrera professional
L'any 1999, Cristina Gallego es va graduar del Politècnic Grancolombià on va estudiar del programa Publicitat i Mercadeig, i posteriorment es va graduar l'any 2003 de la Universitat Nacional de Colòmbia on va estudiar el programa de Cinema i Televisió. Des de la seva graduació de la Universitat Nacional en 2003 fins a l'any 2007 treballa com a productora de televisió educativa i cultural en la mateixa institució al projecte "Canal Universitario Va". En l'ambient acadèmic també s'ha exercit com a docent en la Universitat del Magdalena en el programa de Producció i Mercadeig entre els anys 2008 i 2011.
El 1998 va fundar la companyia productora de cinema "Ciudad Lunar Producciones" al costat de la seva exesposo, el director de cinema Ciro Guerra. A través d'aquesta companyia han desenvolupat la majoria dels seus productes més reconeguts.
Actualment treballa com a cooperadora a El Intermedio des del 2020.

## Filmografia
| Any         | Pel·lícula                | Rol                                         | Crítica             | Premis                                                                    |
| ----------- | ------------------------- | ------------------------------------------- | ------------------- | ------------------------------------------------------------------------- |
| 2018        | Pájaros de verano         | - Direcció - Productor                      |                     |                                                                           |
| 2015        | El abrazo de la serpiente | - Productor - Productor executiu - Muntatge | 98% Rotten Tomatoes | Premis Oscar de 2015: Nominada Millor pel·lícula de parla no anglesa      |
| 2013        | Edificio Royal            | - Productor - Productor executiu            | N/D                 |                                                                           |
| 2009        | Los viajes del viento     | - Productor                                 | N/D                 |                                                                           |
| 2004        | La sombra del caminante   | - Productor                                 | N/D                 |                                                                           |
| 2015        | El viaje del acordeón     | - Productor                                 | N/D                 | Festival Internacional de Cinema de Cartagena de Indias: Premi del públic |
| 2004        | Sumas y restas            | - Assistent de producció                    | N/D                 | Festival Internacional de Cinema de Cartagena de Indias: Millor película  |
| 2003 - 2006 | Anillo visual (Televisió) | - Productora general                        |                     |                                                                           |
| 2003 - 2006 | Ágora (Televisió)         | - Productora general                        |                     |                                                                           |
| 2003 - 2006 | Palenque (Televisió)      | - Productora general                        |                     |                                                                           |